# Intermezzo di rime
Intermezzo di rime è una raccolta di poesie pubblicata da Gabriele D'Annunzio nel 1884.
D'Annunzio abbandona la "metrica barbara" carducciana e si cimenta in altre forme metriche più chiuse e tradizionali. La sperimentazione caratteristica della poesia dannunziana è presente sia nei temi sia nella forma di queste poesie che presentano figure di donne degradate, amori lascivi e spinte scene di sesso. Intermezzo di rime è riconducibile al "periodo romano" dannunziano ed infatti così come Canto novo rifletteva la vita abruzzese di D'Annunzio, così "Intermezzo di rime" ne testimonia la frequentazione degli ambienti della più moderna società romana, ricercatrice di temi piccanti e soprattutto più aperta agli sperimentalismi della poesia decadente.